# Forcatura
Forcatura è una frazione montana del comune di Foligno (PG), appartenente alla Circoscrizione n. 7 "Annifo - Colfiorito".
A 30 km circa da Foligno e posta a 858 m s.l.m., gode della vista panoramica dell'oasi di Colfiorito. Gli abitanti sono 76.

## Storia
È un piccolo borgo che delimita la Palude di Colfiorito e, dall'altro lato, prospetta sul Piano di Arvello. Compare per la prima volta in un documento del 1098 elencante tutti i beni che i Conti Montaldo ed Oderisio vendono a Dionisio, rettore della Chiesa di Santa Croce in Sassovivo. La parte più antica del paese presenta un impianto quadrangolare di grande interesse urbanistico, perché riconoscibile, tra l'altro nelle planimetrie del catasto gregoriano. Le origini sembrano risalire a piccoli insediamenti di pastori che transitavano lungo l'antica Via della Spina.
Dal X secolo e fino al 1500 gli abitanti fecero riferimento alla pieve di Popola.
Dal paese si può ammirare in tutta la sua interezza dei 100 ettari la Palude di Colfiorito. Forcatura è situata lungo il percorso della Via Lauretana, che dall'Altolina porta a Loreto. 

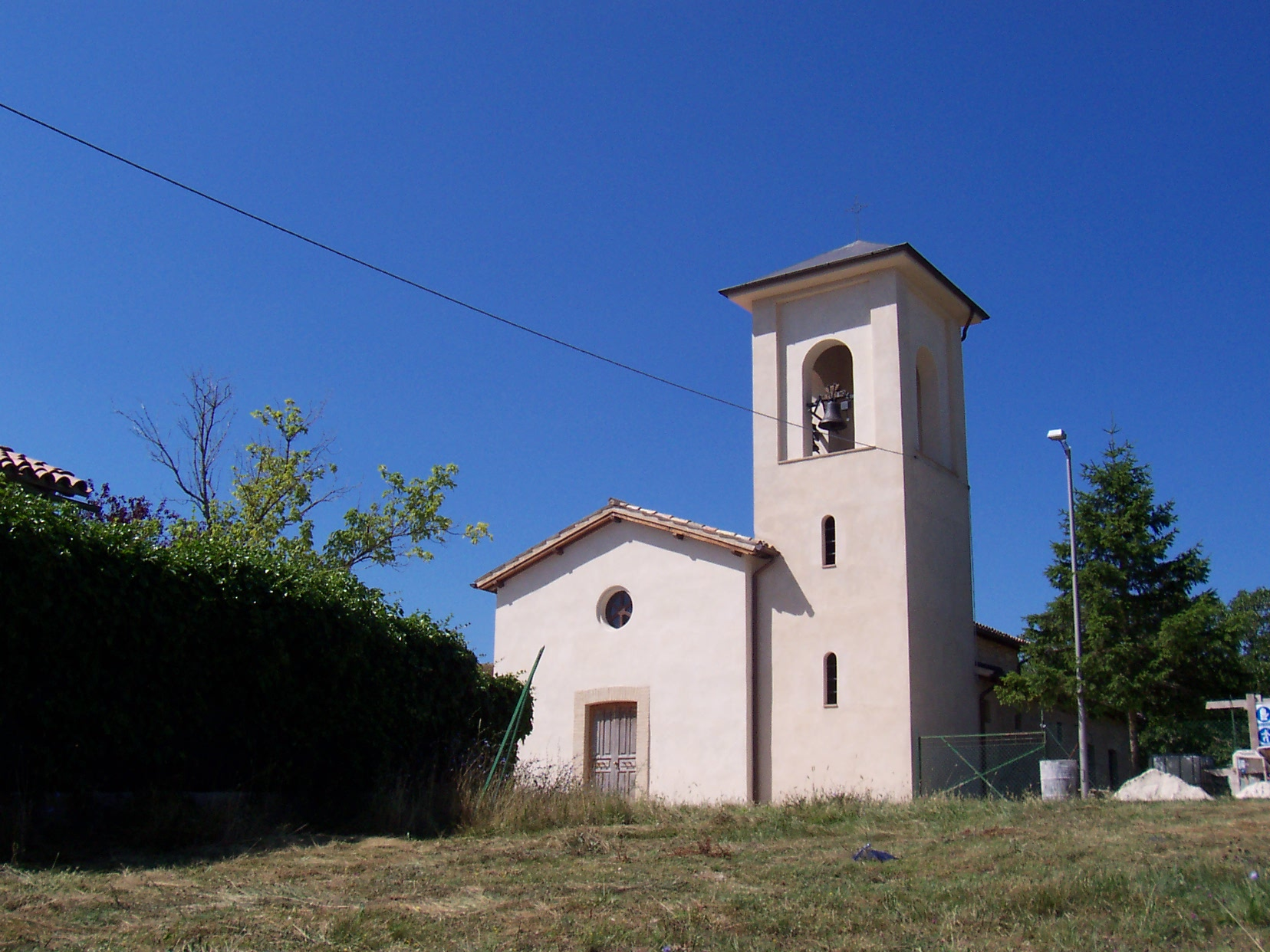
La chiesetta

Quasi tutte le abitazioni sono state danneggiate dal sisma del 1997 e in seguito ristrutturate.
Durante l'evento sismico e per tutta la ricostruzione, gli abitanti furono ospitati in un piccolo villaggio di casette di legno.
A seguito della ristrutturazione, si stanno sviluppando agriturismi adibiti a ricevere piccoli gruppi di turisti gastronomici.

## Economia e manifestazioni
L'economia è imperniata sulle coltivazioni biologiche di patate rosse, lenticchie, cicerchie, grano, farro e fieno, mentre l'allevamento di mucche da latte si sta riconvertendo in allevamento di vitelli dalla carne selezionata ed ovini.
Il 10 agosto si festeggia San Lorenzo, santo patrono del paese, la cui statua è ora custodita nella chiesa ristrutturata. In tale occasione si svolgono giochi di gruppo ed una rinomata sagra con i prodotti biologici del luogo.

## Galleria d'immagini

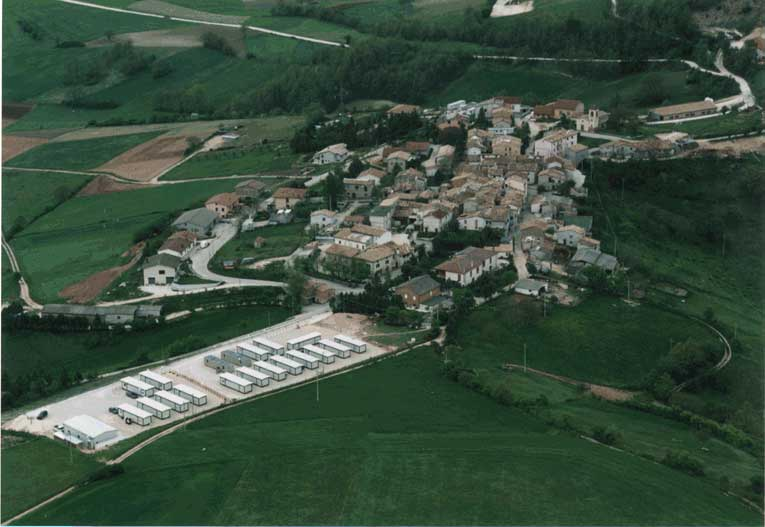
Campo container di Forcatura 1997
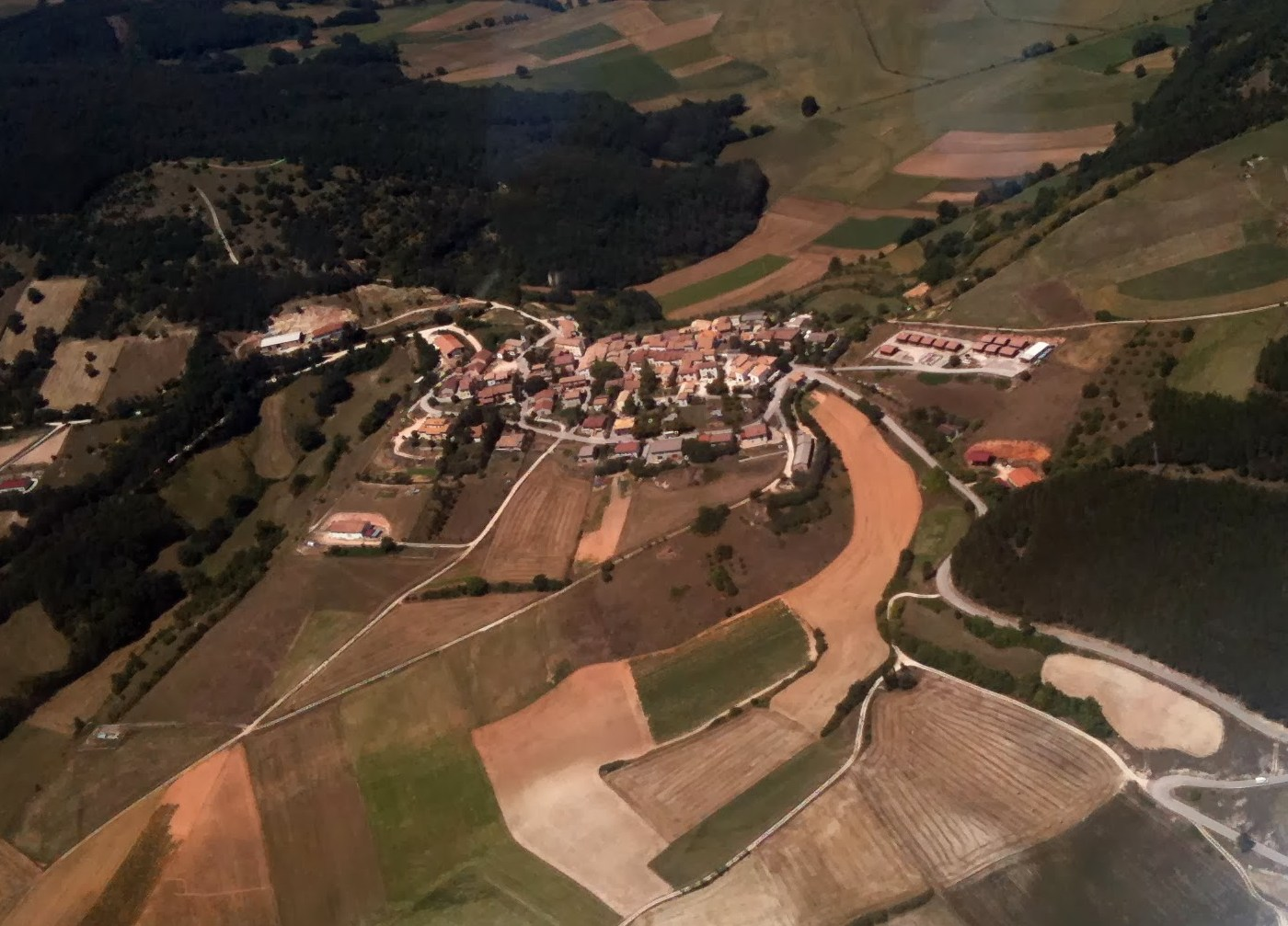
Forcatura vista dall'alto 2011
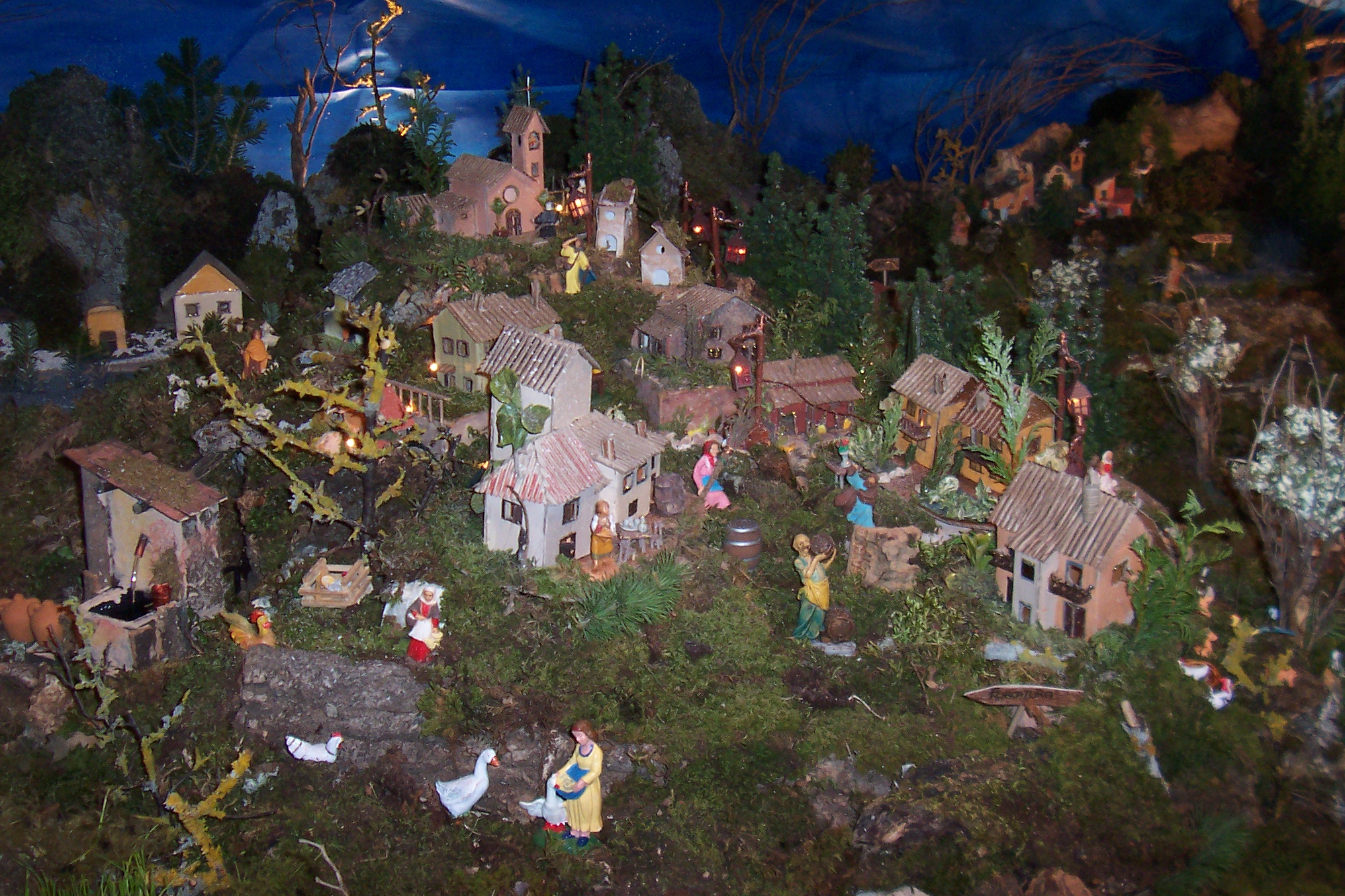
Presepe di Forcatura ambientato sull'altopiano di Colfiorito
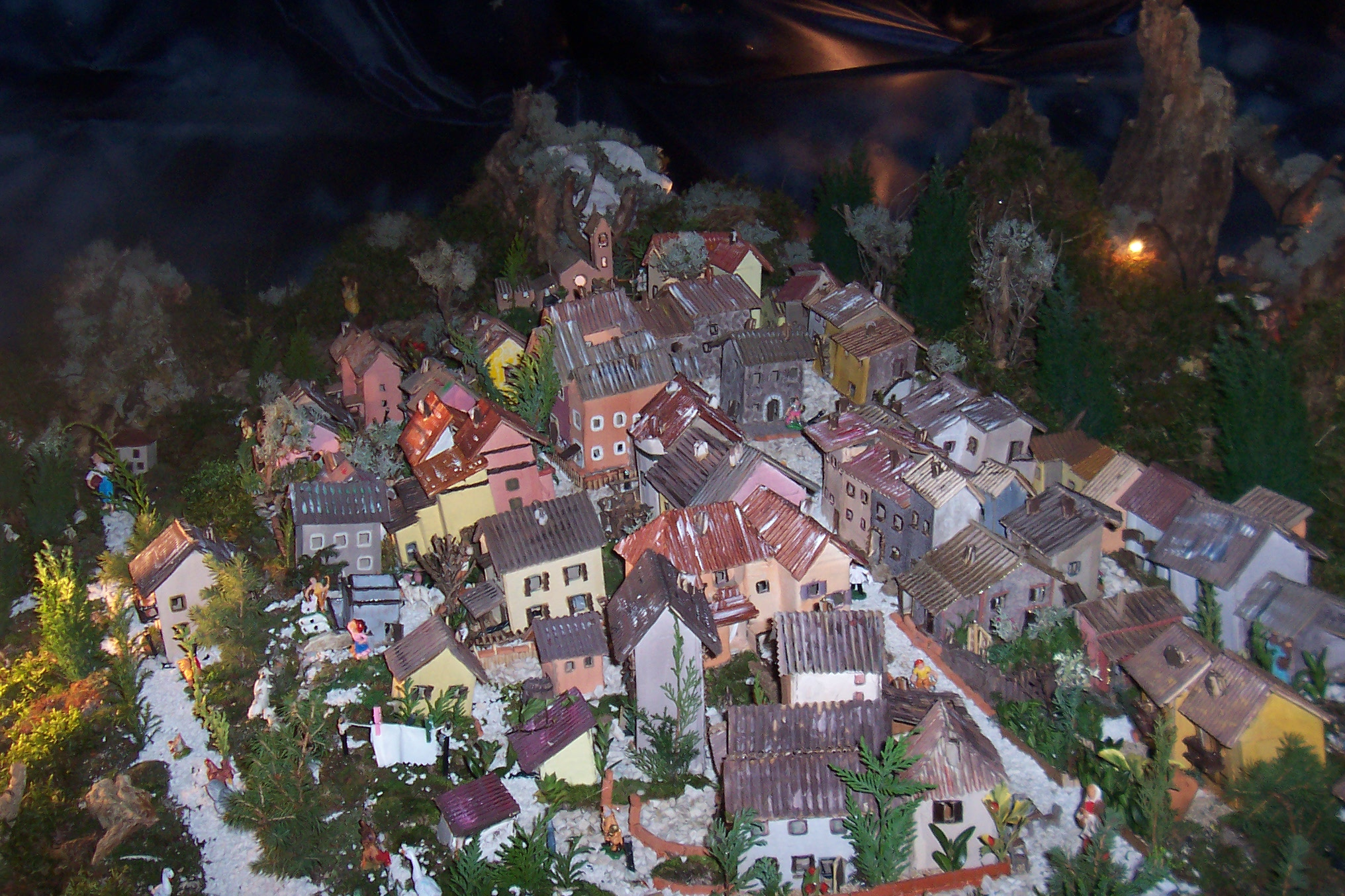
Forcatura in presepe 2012
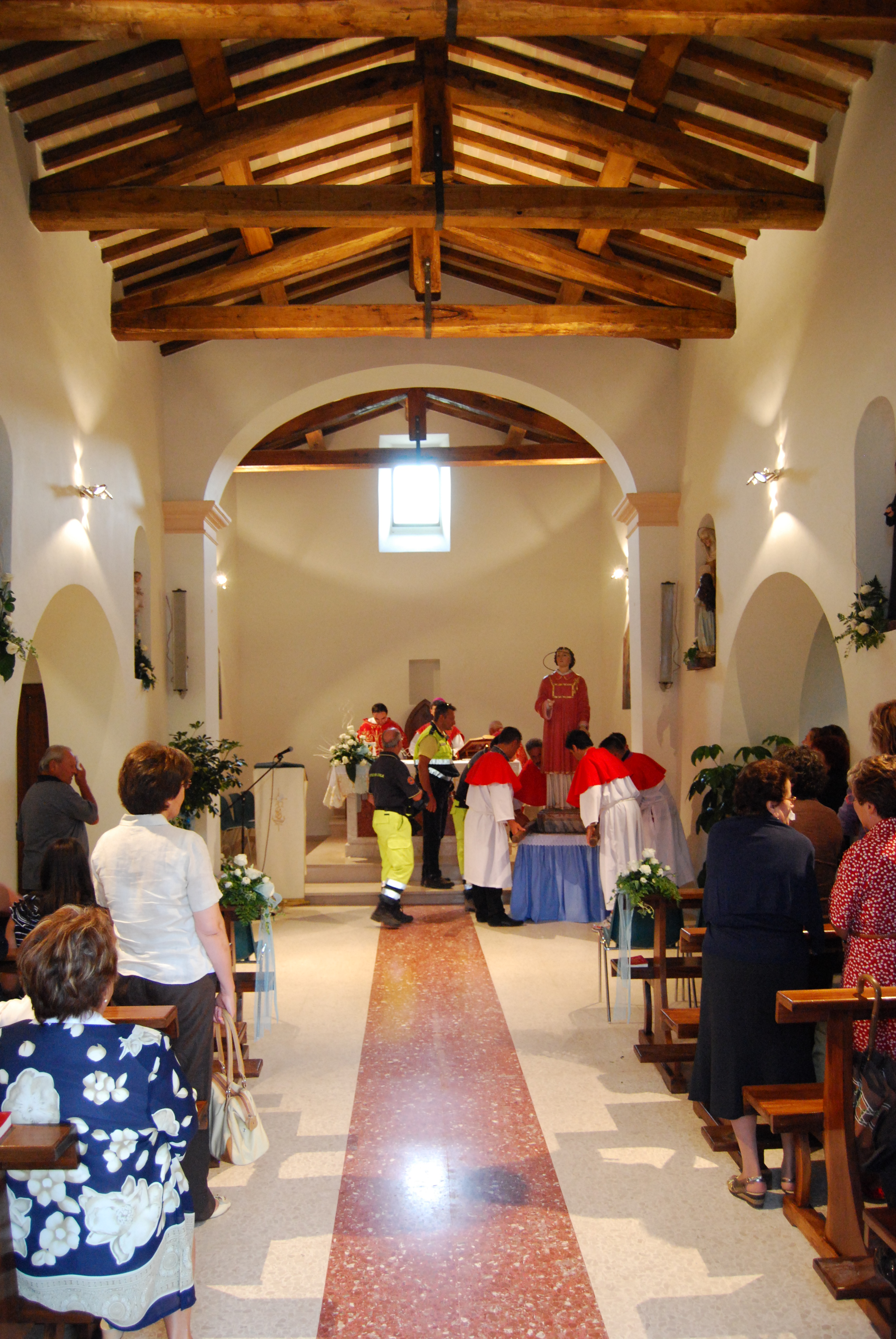
Interno chiesa di Forcatura ristrutturata
l'Osteria di Forcatura anni 1960